# Katastrofa lotu PLL LOT w Rumunii (1938)

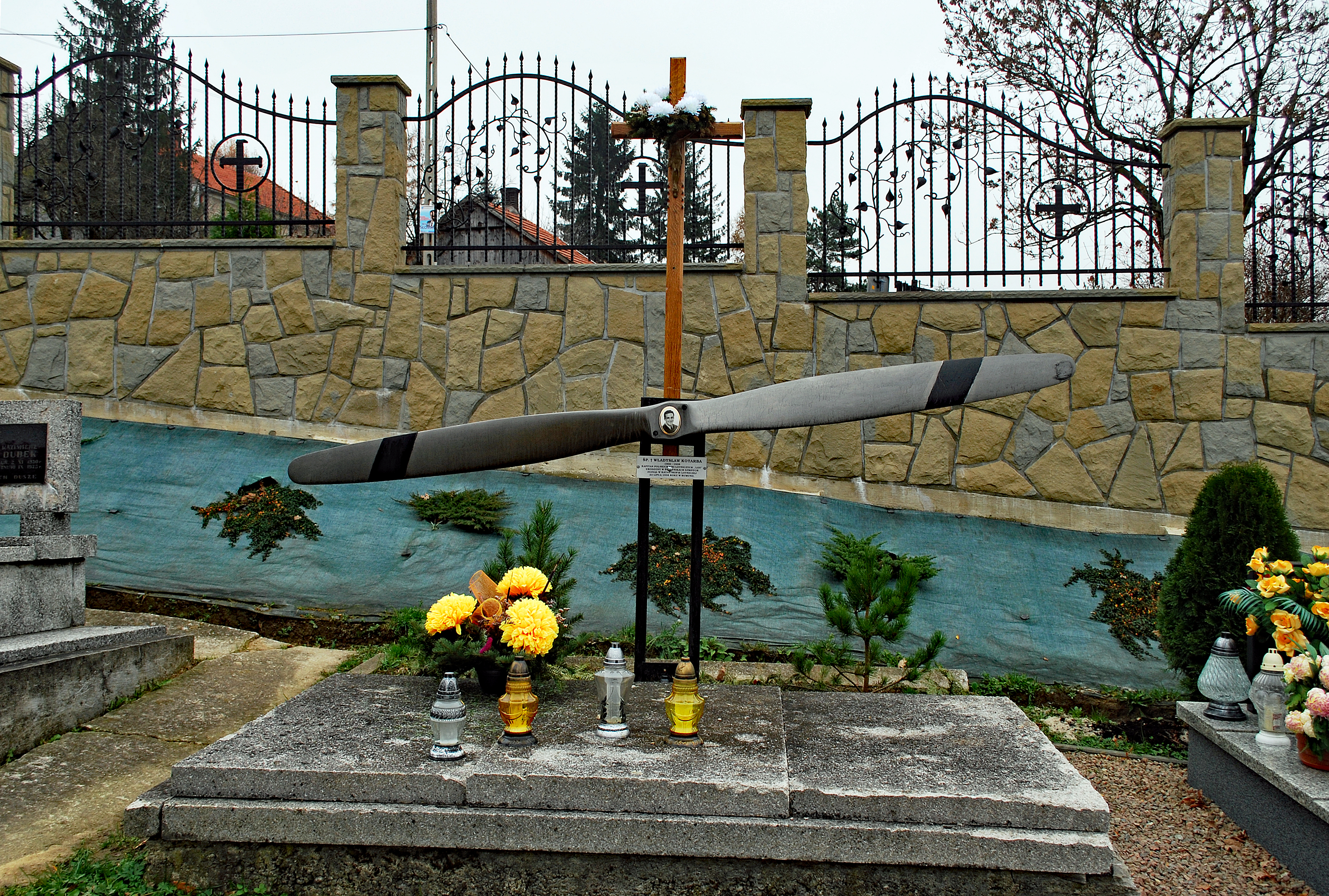
Cmentarz parafialny w Świątnikach Górnych.
Grób pilota Władysława Kotarby

Katastrofa lotu PLL LOT w Rumunii (1938) – katastrofa samolotu pasażerskiego PLL „LOT” Lockheed L-14H, lecącego z rumuńskich Czerniowiec do Bukaresztu, 22 lipca 1938 roku o godzinie 17.52 w pobliżu wsi Găinești, na południe od miejscowości Gura Humorului, na obszarze Bukowiny ówczesnego Królestwa Rumunii.

## Okoliczności
W piątek 22 lipca 1938 samolot linii PLL „LOT” typu Lockheed L-14H o numerze SP-BNG wykonywał lot z Czerniowiec do Bukaresztu, stanowiący część rejsu Warszawa – Bukareszt, z dwoma międzylądowaniami: we Lwowie i Czerniowcach. Do Lwowa samolot przyleciał o godz. 14.25. Tam do maszyny dosiadło się czterech pasażerów. Start maszyny z lotniska w Czerniowcach nastąpił o godz. 17.25. O godz. 17.38 kapitan samolotu przekazał do lotniska w Czerniowcach radiowy meldunek informujący o wysokości lotu 2000 m oraz o niekorzystnych warunkach atmosferycznych, w tym o wyładowaniach atmosferycznych, skutkujących złym odbiorem.
W czasie wypadku panowały niekorzystne warunki atmosferyczne: zachmurzenie, pojawiały się błyskawice, lekki deszcz (mżawka). W tych warunkach samolot przelatując przez ciemne chmury miał wpaść w korkociąg, po czym uległ zderzeniu z ziemią na obszarze wzgórza w sosnowym lesie Dorotea Latonica, na terenie górskim (do ok. 900 m n.p.m.), na południe od miejscowości Gura Humorului, ok. 20 km od Kimpulunga. Świadkiem wypadku był oficer rumuński, por. Constantin Pitu, który wówczas przebywał wraz z grupą skautów w pobliżu wsi Găinești. Zgłoszenie o wypadku przyjął posterunek policji w miejscowości Stulpicani. Ratownicy rumuńscy przybyli na miejsce upadku maszyny ok. godz. 23.

## Ofiary
Na pokładzie maszyny w chwili wypadku przebywało trzech członków załogi i jedenastu pasażerów. Wszyscy ponieśli śmierć. Prócz kapitana maszyny kilka innych osób na jej pokładzie było pilotami.
1. sierż. pil. Władysław Kotarba[4] – kapitan, pilot
2. Zygmunt Zarzycki – radiooperator
3. Franciszek Panek – mechanik pokładowy
4. kpt. Olimpiusz Nartowski – pilot, przebywający służbowo w samolocie celem zapoznania z przebiegiem lotu na tej trasie
5. Edward Gozdowski (lub Grazdowski) – pracownik Ambasady RP w Bukareszcie
6. mjr Masakatsu Waka – członek sztabu generalnego Cesarstwa Japonii, z-ca attaché wojskowego Japonii w Polsce, wyznaczony na attaché wojskowego w Bukareszcie[5]
7. kpt. pil. Władysław Gnyś[a][7] zmierzający na zawody lotnicze na wyspie Rodos
8. kpt. obs. Tadeusz Leszek Leszczyc-Waliszewski[7]
9. inż. Radi Radew
10. dr Lemuel Caro – obywatel Stanów Zjednoczonych, lekarz, dziennikarz, pilot-amator
11. por. armii rumuńskiej Jonescu – komendant lotniska w Czerniowcach[8]
12. dr Bodea
13. dr Nissenbaum
14. Ionel Fernic(inne języki) – kompozytor, pilot, spadochroniarz[9] (w polskich w doniesieniach prasowych podawano także "inż. Ternir" bądź "Hernitz")

Wydobycia zwłok ze szczątków rozbitego samolotu dokonała komisja pod kierownictwem kierownika „Lotu” w Czerniowcach, kpt. Daszewskiego. Na miejsce wypadku udała się z Warszawy specjalna komisja oraz rumuńska komisja Aviatia Civila. Zwłoki ośmiu ofiar katastrofy zostały przetransportowane pociągiem z Czerniowiec do Lwowa od 27 do 28 sierpnia 1938, po czym część z nich została  przewieziona do Warszawy, a inne do miast pochodzenia ofiar.

## Badanie przyczyn
Badanie przyczyn wypadku podjęła polsko-rumuńska komisja lotnicza. Zakończenie jej prac uniemożliwił wybuch II wojny światowej oraz utrata dokumentów badań w jej trakcie. Część ekspertów ds. wypadków wskazywała na warunki atmosferyczne (uderzenie pioruna), najbardziej prawdopodobne jest przetarcie linki steru wysokości i utrata sterowności – na co wskazywał nietypowy przebieg zachowanego zapisu na pokładowym barografie. 
Przyjmuje się, że przyczyny katastrofy nie zostały do końca wyjaśnione.

## Inne informacje
Doniesienia prasowe informowały, że z lotu zakończonego wypadkiem, zrezygnowali urzędnik podsekretarz stanu MSZ Jan Szembek (udający się do Bukaresztu na pogrzeb królowej Marii Koburg) i lwowski aktor Kazimierz Wajda ps. „Szczepko”.